# Hispanopithecus laietanus
Hispanopithecus laietanus es una especie de homínido extinto del Mioceno (de hace aproximadamente 9,5 millones de años) cuyos fósiles se han encontrado en Can Llobateres (Sabadell) y otros puntos de Cataluña (España).
Los primeros restos de esta especie fueron encontrados en Seo de Urgel a principios del siglo XX, pero el ejemplar más completo (apodado Jordi) es un ejemplar hallado en el yacimiento de Can Llobateres por el equipo de Salvador Moyà-Solà.
- Jordi, el primer catalán

Jordi vivió en la actual Cataluña ahora hace diez millones de años. Fue un simio que, a pesar de no ser ascendiente directo nuestro, se parece mucho a nuestros antepasados. Gracias a la investigación del equipo de Moyà, sabemos de forma aproximada que Jordi media entre 1m y 1m 10cm de altura, y pesaba 34 kg aproximadamente. Además, este mismo equipo de investigación ha revelado gracias a los restos de Jordi, que esta especie pasaba la mayor parte del tiempo en los árboles y, cuando estaba en tierra firme, andaba a cuatro patas.

El equipo de Moyà confirmó también que Jordi pudo morir a una edad aproximada de dieciocho o veinte años; todo y esto, la causa de su muerte es bastante incierta. Se cree gracias a algunas pruebas encontradas en el mismo lugar dónde se encontró a Jordi, Can Llobateres, que este podría haber muerto o bien por una grave enfermedad como la malaria; o bien asesinado a manos de un león dientes de sable.
| Distribución de Dryopithecus en Europa                      |
| ----------------------------------------------------------- |
| D. fontani D. brancoi D. laietanus D. crusafonti D. brancoi |